# Scott (Town, Crawford County)
Die Town of Scott ist eine von elf Towns im Crawford County im US-amerikanischen Bundesstaat Wisconsin. Im Jahr 2010 hatte die Town of Scott 462 Einwohner.
Town hat in Wisconsin eine grundlegend andere Bedeutung, als im übrigen englischsprachigen Bereich. Vielmehr entspricht sie den in den anderen US-Bundesstaaten üblichen Townships, die nach dem County die nächstkleinere Verwaltungseinheit bilden.

## Geografie
Die Town of Scott liegt im Südwesten Wisconsins. Die Town liegt nur wenige Kilometer nördlich des Wisconsin River und westlich des Kickapoo River. Der am Mississippi liegende Schnittpunkt der drei Bundesstaaten Wisconsin, Iowa und Minnesota befindet sich rund 60 km nordwestlich.
Die geografischen Koordinaten des Zentrums der Town of Scott sind 43°15′13″ nördlicher Breite und 90°43′10″ westlicher Länge. Sie erstreckt sich über eine Fläche von 92,4 km².
Die Town of Scott liegt im Osten des Crawford County und grenzt an folgende Nachbartowns:
|               | Town of Clayton                             | Town of Akan (Richland County)     |
| Town of Haney | Kompassrose, die auf Nachbargemeinden zeigt | Town of Richwood (Richland County) |
|               | Town of Marietta                            |                                    |

## Verkehr
Durch die Town führt in Nord-Süd-Richtung der U.S. Highway 61. Daneben führt noch der County Highway S in West-Ost-Richtung durch den Süden der Town of Scott. Alle weiteren Straßen sind untergeordnete Landstraßen sowie teils unbefestigte Fahrwege.
Mit dem Boscobel Airport befindet sich rund 15 südlich ein kleiner Flugplatz. Die nächsten Verkehrsflughäfen sind der Dubuque Regional Airport in Iowa (rund 110 km südlich), der La Crosse Regional Airport (rund 100 km nordnordwestlich) und der Dane County Regional Airport in Wisconsins Hauptstadt Madison (rund 130 km östlich).

## Bevölkerung
Nach der Volkszählung im Jahr 2010 lebten in Town of Scott 462 Menschen in 183 Haushalten. Die Bevölkerungsdichte betrug 5 Einwohner pro Quadratkilometer. In den 183 Haushalten lebten statistisch je 2,52 Personen.
Ethnisch betrachtet bestand die Bevölkerung mit zwei Ausnahmen nur aus Weißen.
19,9 Prozent der Bevölkerung waren unter 18 Jahre alt, 60,8 Prozent waren zwischen 18 und 64 und 19,3 Prozent waren 65 Jahre oder älter. 50,2 Prozent der Bevölkerung war weiblich.
Das mittlere jährliche Einkommen eines Haushalts lag bei 46.136 USD. Das Pro-Kopf-Einkommen betrug 22.742 USD. 11,7 Prozent der Einwohner lebten unterhalb der Armutsgrenze.

## Ortschaften in der Town of Scott
Neben Streubesiedlung existieren in der Town of Scott noch folgende gemeindefreie Siedlungen:
- Harmony Hill
- Mount Zion
- Plugtown